# 左右川村
左右川村（そうがわむら）は、愛知県中島郡にかつてあった村。
現在の稲沢市平和町の北部に該当する。

## 歴史
- 1889年（明治22年）10月1日 - 法立村、平池村、横池村、西光坊村、新開村が合併し発足。
- 1906年（明治39年）5月2日 - 六輪村、井長谷村の一部、三宅村の一部と合併し平和村が発足。同日左右川村廃止。